# HMAS Townsville (FCPB 205)
Le HMAS Townsville (FCPB 205) était un patrouilleur de classe Fremantle de la Royal Australian Navy (RAN). Construit par le North Queensland Engineers & Agents à Cairns au début des années 1980, le Townsville a servi au sein de la Royal Australian Navy de 1981 à 2007. Il a été remis pour sa préservation et son exposition en tant que navire musée au Townsville Maritime Museum acqui par la ville de Townsville en 2015.

## Historique
Gladstone a été établi au nord du Queensland à Cairns le 5 mars 1979, lancé le 16 mai 1981 et mis en service dans le RAN le 18 juillet 1981.
Le patrouilleur a passé la majeure partie de sa carrière à opérer à partir de la base navale de Cairns (HMAS Cairns) sur les opérations de protection de la pêche, de protection des frontières, de l'immigration et des droits de douane, des opérations d'application de la loi et de la surveillance maritime.
En décembre 1981, Townsville a appréhendé le navire de pêche taïwanais Yuan Tsun, qui avait été détecté en train de pêcher dans la zone d'exclusion économique australienne.

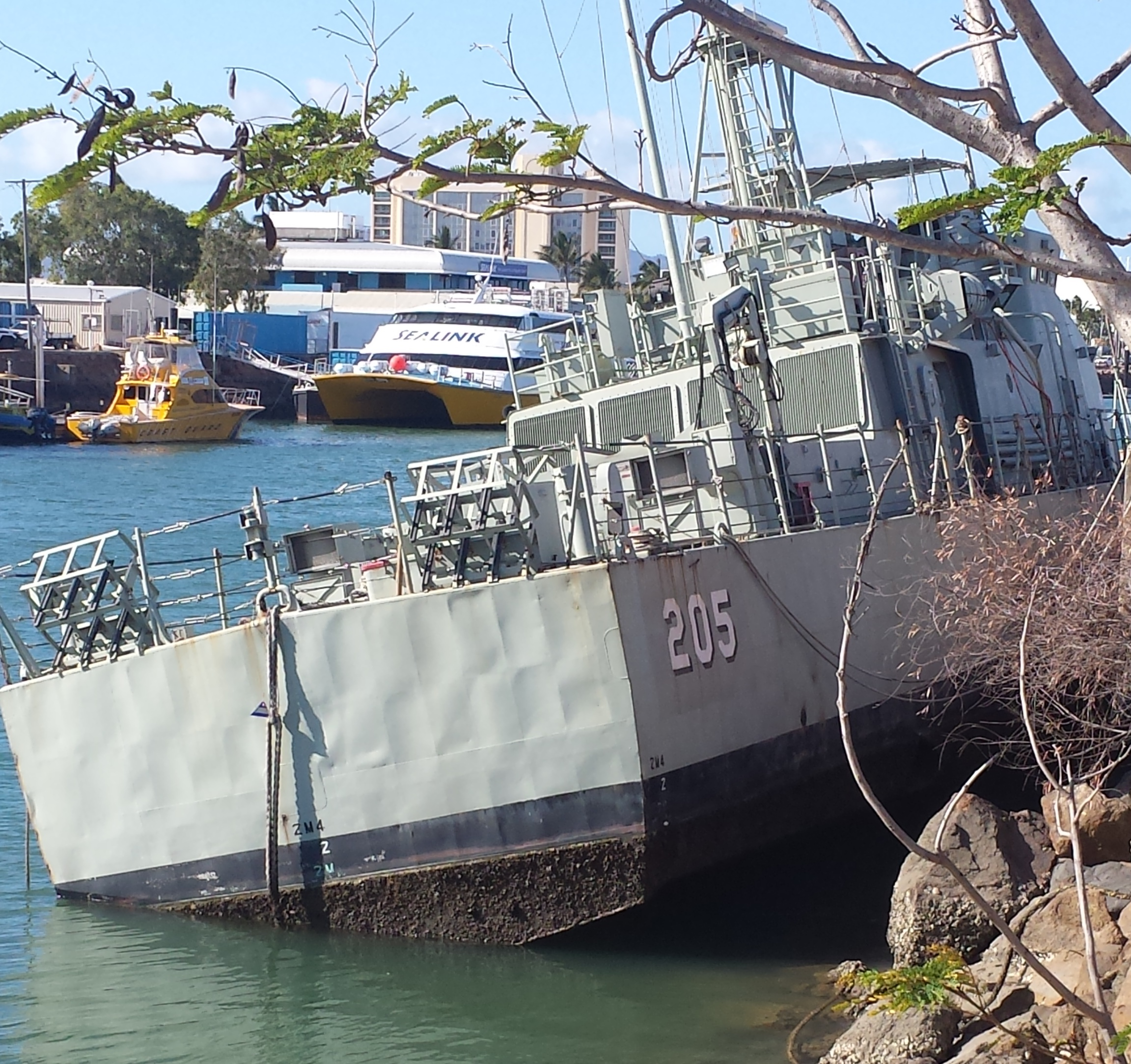
Townsville à quai en 2015

En mai 1987, il a été déployé aux Fidji dans le cadre de l'opération Morris Dance pour aider un autre patrouilleur durant le coup d'état fidjien. En juin 1990 il a intercepté un navire transportant des réfugiés cambodgiens au large de l'île de Bathurst, sauvant 45 hommes, 17 femmes et 17 enfants et les transportant à Darwin. Le mois suivant, le patrouilleur était à Nuku'alofa pour les célébrations de l'anniversaire du roi des Tonga. En janvier 1992, Townsville a été utilisée comme plate-forme à partir de laquelle une équipe de plongeurs de déminage s'est débarrassée des bombes non explosées trouvées sur Middleton Reef (en).
En février 1994, Townsville a visité plusieurs ports de Papouasie-Nouvelle-Guinée tout en menant des opérations de patrouille dans la mer de Corail. En août 1995, Townsville a participé aux célébrations du 50e anniversaire de la fin de la Seconde Guerre mondiale dans la guerre du Pacifique. Du 24 au 28 mai 1999, le patrouilleur a opéré dans les Îles du détroit de Torrès dans le cadre d'un balayage pour activités illégales.

## Désarmement et préservation
Townsville a été désarmé en mai 2007. Le navire a été donné au musée maritime de Townsville  pour sa conservation. Les tentatives d'exposition du navire ont été bloquées et le navire est tombé en mauvais état, le musée maritime ayant été acquis par le port de Townsville en 2015.